# Giacomo Antonio Morigia

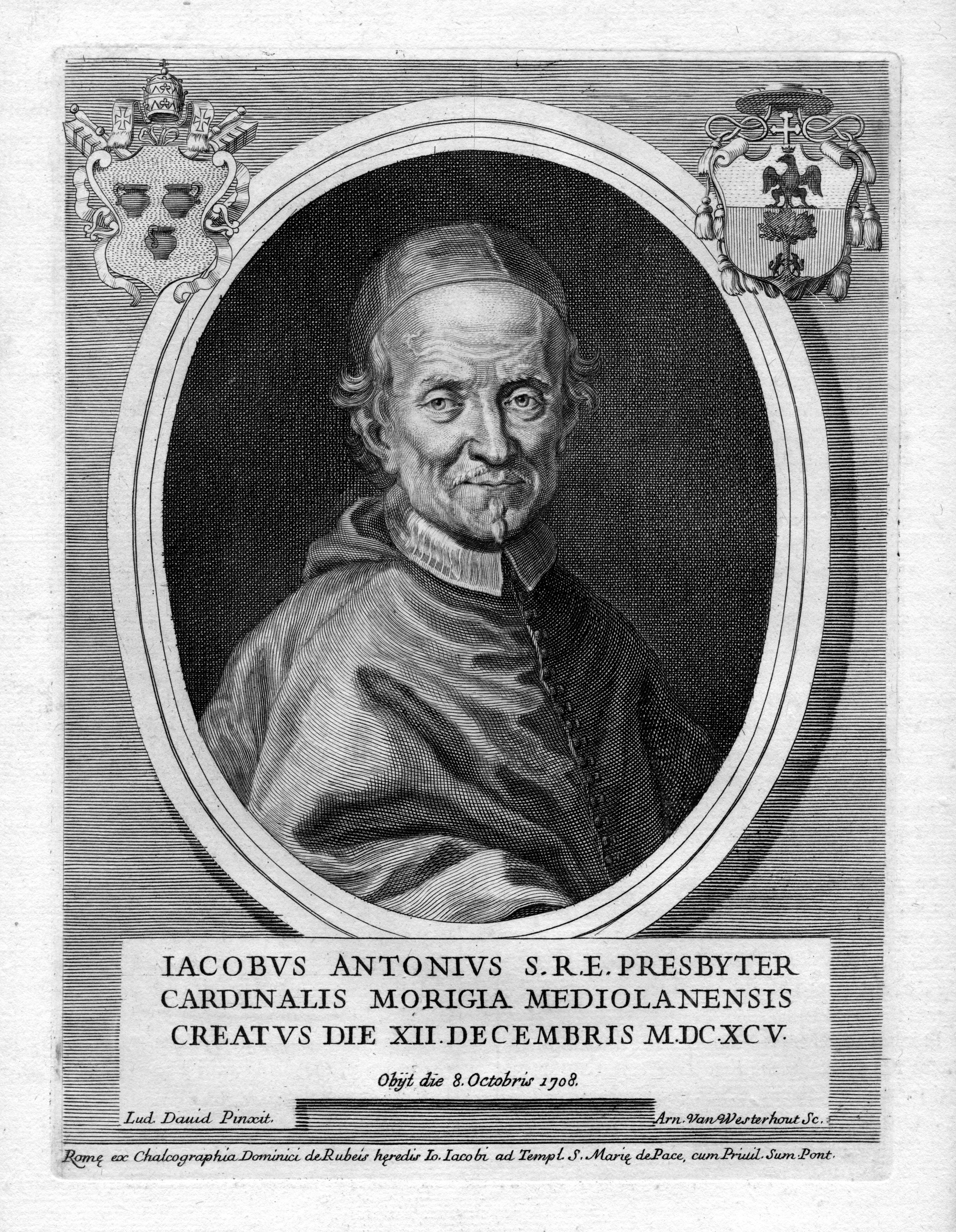
Giacomo Antonio Kardinal Morigia

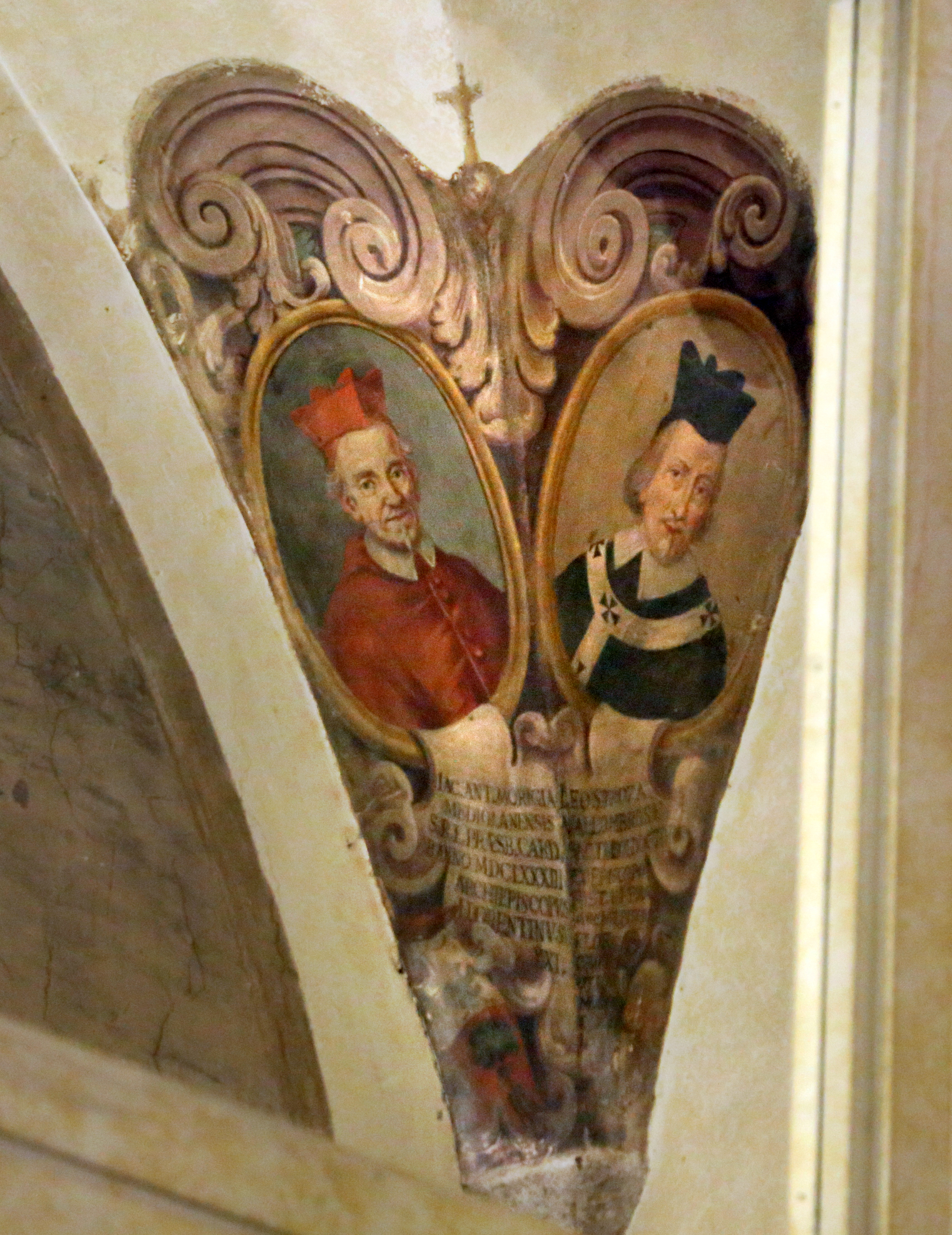
Kardinal Morigia (links) mit seinem Nachfolger Erzbischof Leone Strozzi (Erzbischöfliches Palais, Florenz)

Giacomo Antonio Morigia B (* 23. Februar 1633 als Giovanni Ippolito Morigia in Mailand; † 8. Oktober 1708 in Pavia) war ein italienischer Theologe, Bischof und Kardinal.

## Leben
Giovanni Ippolito Morigia trat 1651 der Ordensgemeinschaft der Barnabiten bei und erhielt den Ordensnamen Giacomo Antonio. Anschließend studierte er in Pavia und erhielt die Priesterweihe. Nach einer Tätigkeit als Lektor der Philosophie und Theologie wurde Morigia, der über Italien hinaus ein bekannter Prediger war, zum Generalsuperior seines Ordens gewählt, nahm das Amt allerdings nicht an. 1674 ernannte ihn Cosimo III., Großherzog der Toskana, zu seinem Hoftheologen.
Papst Innozenz XI. ernannte Morigia am 1. September 1681 zum Bischof von San Miniato. Die Bischofsweihe erhielt er am 14. September desselben Jahres durch Kardinalvikar Gaspare Carpegna. Mitkonsekratoren waren Giacomo de Angelis, emeritierter Erzbischof von Urbino, und Angelo della Noca, emeritierter Erzbischof von Rossano. 1683 wurde er zum Erzbischof von Florenz erhoben. Papst Innozenz XII. verlieh Morigia im Juli 1692 den Titel eines Päpstlichen Thronassistenten.
Im Konsistorium vom 12. Dezember 1695 nahm ihn Innozenz XII. als Kardinalpriester von Santa Cecilia ins Kardinalskollegium auf. Die Ernennung fand in pectore statt und wurde erst 1698 bekanntgegeben. 1699 wurde er Erzpriester der patriarchalen Basilika Santa Maria Maggiore und legte die Leitung des Erzbistums Florenz nieder. Im Rahmen des Heiligen Jahres 1700 war Kardinal Morigia als Legat a latere mit der Öffnung und Schließung der Heiligen Pforte der Basilika Liberiana beauftragt.
Im selben Jahr nahm der Kardinal auch am Konklave 1700 teil, aus dem Clemens XI. als neuer Summus Pontifex hervorging teil. Dieser ernannte ihn 1701 zum Bischof von Pavia (mit dem persönlichen Titel eines Erzbischofs).
Giacomo Antonio Morigia starb 1708 und wurde im Dom von Pavia, seiner Bischofskirche, beigesetzt.